# Dagny Juel
Dagny Juel Przybyszewska (Kongsvinger, 8 giugno 1867 – Tiflis, 5 giugno 1901) è stata una scrittrice norvegese, famosa per i suoi rapporti con vari artisti di spicco e per le drammatiche circostanze della sua morte.
È stata la modella per alcuni dipinti di Edvard Munch. Ebbe una relazione con Munch stesso e brevemente con il drammaturgo e pittore svedese August Strindberg. Nel 1893 sposò lo scrittore polacco Stanisław Przybyszewski da cui ebbe due figli. Fu uccisa nel 1901 a colpi di arma da fuoco in una stanza d'albergo a Tbilisi, in Georgia, tre giorni prima del suo trentaquattresimo compleanno.

## Contesto familiare
Dagny nacque a Kongsvinger, seconda delle quattro figlie del dottor Hans Lemmich Juell e di sua moglie Mindy (nata Blehr). Da giovane Dagny cambiò l'ortografia del suo nome da "Juell" a "Juel". La sorella maggiore, Gudrun, era bella e sicura di sé; Dagny era la secondogenita; il terzogenito fu un maschio, Hans, che visse solo un anno; poi venne Astrid, un po' invalida, che rimase nubile e visse con la madre;  infine Ragnhild, che era la più vicina a Dagny, e col tempo divenne una famosa cantante d'opera.

## Prima educazione
La prima educazione di Dagny fu presa in carico da Anna Stang, che aveva fondato una scuola privata per ragazze a Kongsvinger. Anna Stang fu una delle prime sostenitrici dei diritti delle donne in Norvegia e attiva nel primo femminismo. Dagny iniziò gli studi nel 1875 e sei anni dopo completò gli esami per l'ammissione alla scuola media. Per diversi anni studiò materie come natura, storia, geografia, matematica, inglese, tedesco e lingua norvegese. I suoi risultati mostrano che era una studentessa diligente.

## Erfurt e Oslo
Il 3 novembre 1882, due giorni dopo la cresima, partì per studiare musica a Erfurt. Nel gennaio 1890 Dagny e sua sorella Ragnhild si trasferirono a Oslo (allora chiamata Christiania) per continuare i loro studi. Lì Dagny fu coinvolta nella vita bohémien della città, ed ebbe una breve relazione con lo scrittore Hjalmar Christensen tra il febbraio  e marzo di quell'anno. Probabilmente a Christiania iniziò una relazione col pittore Edvard Munch.

## Berlino
Dagny scelse di continuare i suoi studi a Berlino, forse per poter stare con Munch, che vi si era trasferito nell'autunno del 1892, dopo che l'Unione degli artisti berlinesi lo aveva invitato a organizzare una mostra delle sue opere a novembre. Lo scandalo che derivò dalla mostra rese Munch una figura notevole nella capitale tedesca, ed egli decise di rimanervi.
Dagny frequentò per la prima volta il locale Zum schwarzen Ferkel di Berlino l'8 marzo 1893. Fu lì che incontrò August Strindberg. Strindberg e i suoi amici le diedero il soprannome di "Aspasia". Ebbe una breve relazione (circa 3 settimane) con Strindberg. Anche Adolf Paul rimase affascinato dalla sua bellezza. Si prestò come modella per vari artisti scandinavi e fu la musa ispiratrice di Munch per un periodo: è quasi certamente lei la modella ritratta in una delle versioni del dipinto Gelosia di Munch.

## Matrimonio
Przybyszewski lasciò la moglie Martha Foerder, sposata civilmente, e i loro due figli (nati a febbraio e novembre 1892) per sposare Dagny il 18 agosto 1893. La coppia ebbe due figli e Przybyszewski, mentre era sposato con Dagny, generò un altro figlio (nato il 6 febbraio 1895) con Martha. Martha fu trovata morta nella sua casa il 9 giugno 1896 e Przybyszewski fu arrestato con l'accusa di omicidio, ma dopo due settimane in prigione fu rilasciato quando fu accertato che la morte era stata causata da avvelenamento da monossido di carbonio, e che si era trattato quasi certamente di suicidio. Alcuni frammenti sopravvissuti degli scritti di Dagny mostrano il suo ritorno al tema di due amanti che causano la morte di una terza persona.

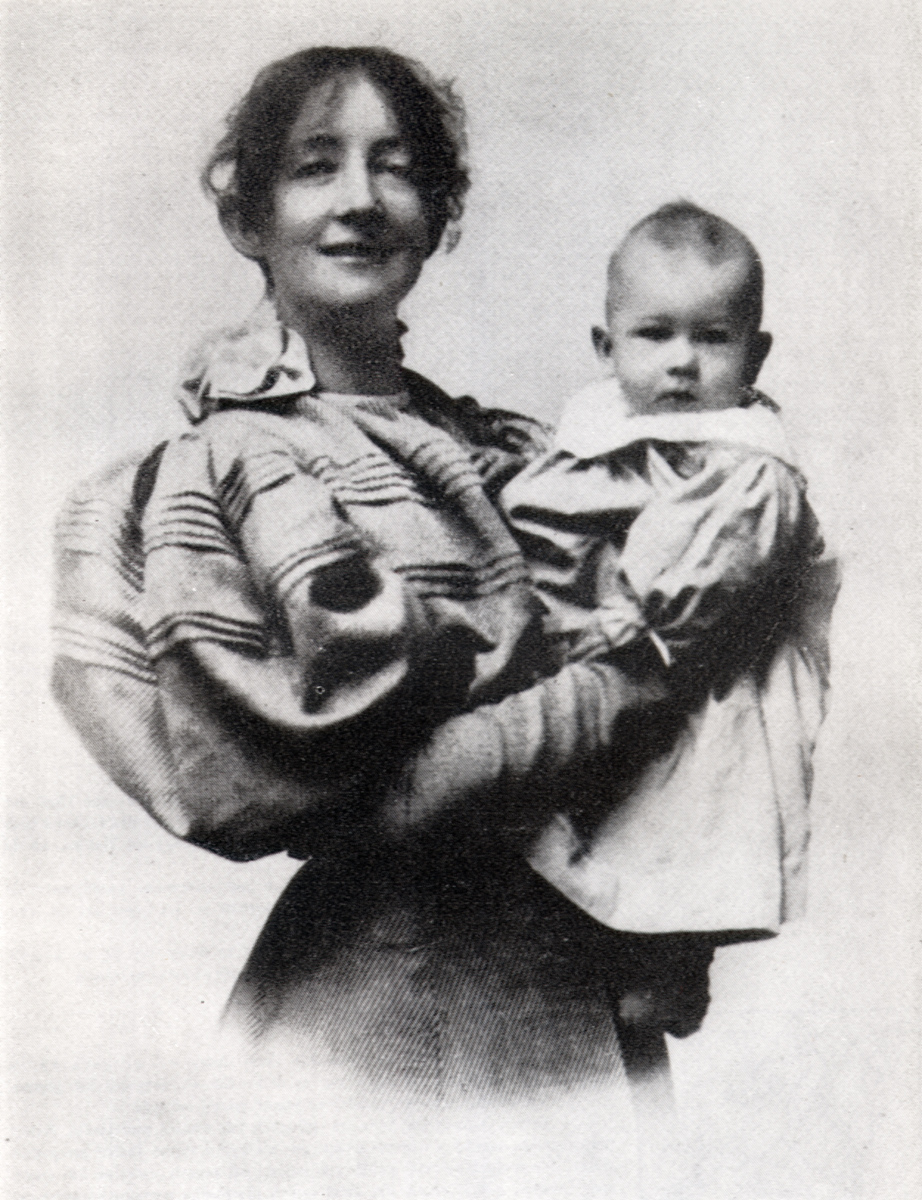
Dagny Juel con il figlio Zenon.

Dagny si rifiutò di allevare i tre figli orfani di Martha, infatti, pur essendo una madre amorevole, aveva l'abitudine di lasciare i propri figli (Zenon nato il 28 settembre 1895, e Ivi [Iwa] nata il 2 o 5 ottobre 1897, probabilmente con taglio cesareo) presso i genitori a Kongsvinger per svariati periodi di tempo. La vita decadente e finanziariamente precaria con Przybyszewski, sempre più dipendente dall'alcol, era lungi dall'essere un ambiente adatto per crescere i figli.

## Abbandono e morte

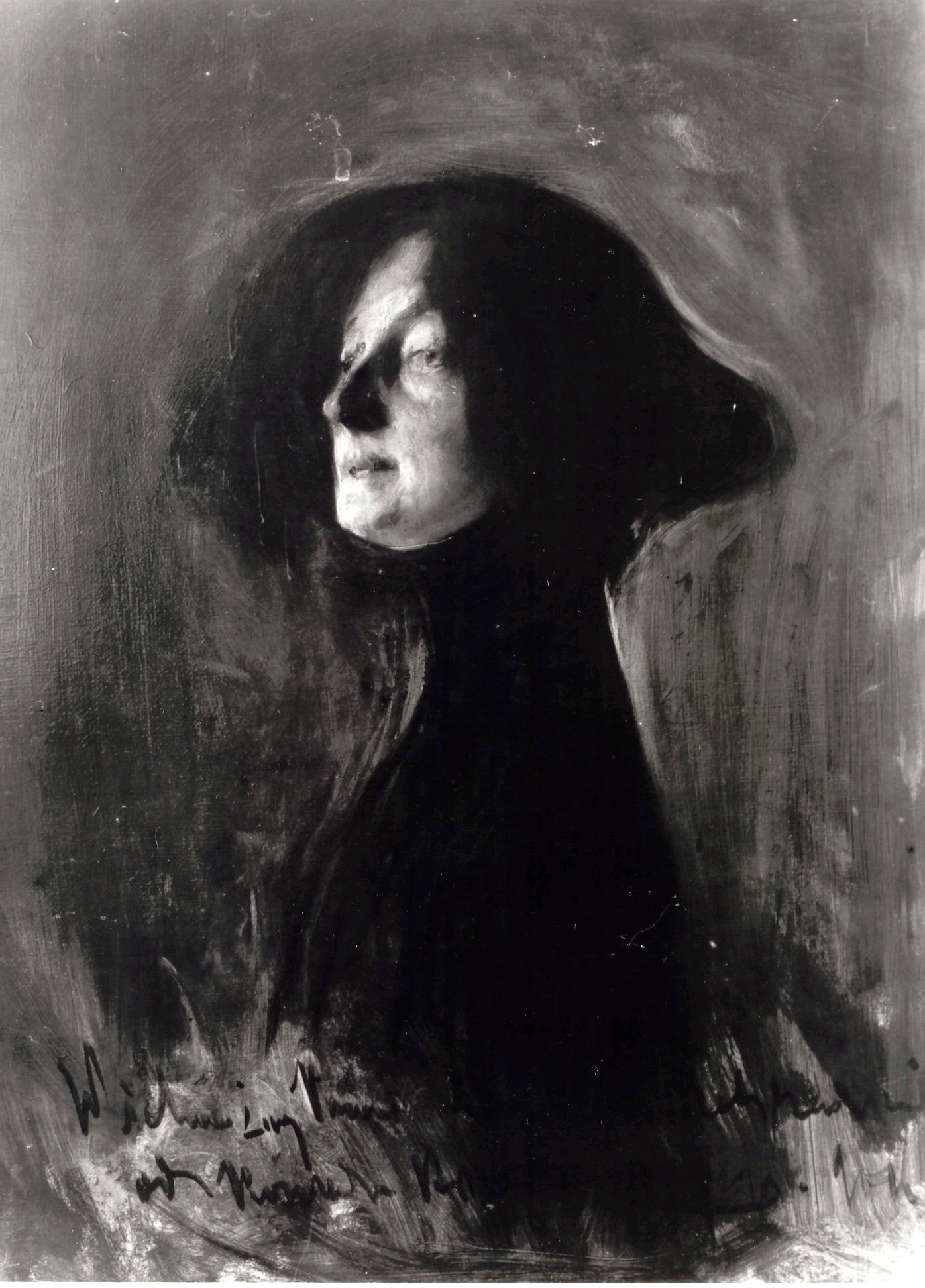
Ritratto di Dagny Juel Przybyszewska di Konrad Krzyżanowski

Dagny accompagnò Przybyszewski a Cracovia, dove il marito divenne una figura chiave nel movimento della Giovane Polonia e direttore della rivista Życie. Durante un viaggio in Galizia Przybyszewski iniziò una relazione con la moglie dell'amico Jan Kasprowicz e abbandonò Dagny per lei.
Stanisław Przybyszewski potrebbe aver incoraggiato i rapporti di Dagny con Henryk Sienkiewicz (che ottenne, in favore di Przybyszewski, una borsa di studio di 3200 corone austriache dall'Accademia polacca dei talenti) e con Władysław Emeryk, figlio di un proprietario di miniera.
Al momento della morte di Dagny, Przybyszewski era coinvolto in relazioni con altre due donne in Polonia: Jadwiga Kasprowiczowa e Aniela Pająkówna, una delle cui due figlie era di Przybyszewski, mentre Dagny aveva relazioni romantiche con almeno tre uomini a Parigi, incluso Emeryk. Emeryk invitò Przybyszewski e Dagny a fare un viaggio per visitare la sua famiglia nel Caucaso; all'ultimo minuto Przybyszewski si tirò indietro, dicendo che si sarebbe unito a loro in un secondo momento.
Il 5 giugno 1901, in una stanza del piccolo "Grand Hotel" nella capitale georgiana di Tiflis (ora Tbilisi), Emeryk sparò a Juel alla testa; il giorno successivo tentò di spararsi. Il figlio di 5 anni di Juel, Zenon, assistette all'omicidio della madre. Juel fu sepolta in una chiesa cattolica romana a Tiflis e traslata poi, nel 1999, in un'area del cimitero di Kukia.

## Opere
- Rediviva, racconto breve (1893, pubblicato postumo nel 1977).
- Den sterkere (Il più forte), dramma presentato al Teatro di Christiania, 1895; accettato per la pubblicazione nel periodico Samtiden nel 1896.[2]
- Sing mir das Lied vom Leben und vom Tode (quattro poemi in prosa, 1900)
- Når solen går ned (Al calar del sole), dramma, 1899
- Synden (Il peccato) dramma, 1898
- Ravnegård (Tenuta del corvo) dramma, postumo 1902
- Digte (Poesie, postumo 1975)

## Nei libri e nei film
Nel 1977 fu girato un film polacco/norvegese basato sulla vita di Dagny Juel, intitolato Dagny.
Suo figlio Zenon P. Westrup (che divenne un diplomatico e prese il cognome della famiglia che lo adottò) appare nel film documentario norvegese del 2005 di Ingeranna Krohn-Nydal ed Evald Otterstad Død Madonna - Dagny Juel Przybyszewska.
La morte di Dagny Juel è stata oggetto di un  romanzo breve, Stanisław Przybyszewski, dello scrittore russo Yuri Nagibin, e del film russo A Model liberamente basato sul romanzo.
Un romanzo biografico scritto da Mary Kay Norseng, professoressa di cultura e lingue scandinave alla UCLA, è stato pubblicato nel 1991, col titolo Dagny: Dagny Juel Przybyszewska, the Woman and the Myth; ne descrive la vita, gli scritti, le relazioni personali, e l'influenza e ruolo nella fiorente scena bohémien locale alla fine dell'Ottocento.
Dagny or a Love Feast, un libro dello scrittore georgiano Zurab Karumidze, è stato pubblicato nel 2011.